# Commission d'hygiène et de sécurité
 (avril 2016).
La commission d'hygiène et de sécurité est, en France, la transposition au sein des établissements d'enseignement du Comité d'hygiène et de sécurité.

## Présentation et missions
Créée dans le but d'améliorer la sécurité dans les collèges et ou lycées d'enseignement général, professionnel et technique, la commission d'hygiène et de sécurité a été instituée par le décret du 27 novembre 1991, puis celui du 27 mars 1993.
Elle est présidée par le chef d'établissement et est composée de représentants des personnels de l'établissement, des élèves, des parents d'élèves, de l'équipe de direction et d'un représentant de la collectivité de rattachement.
Il participe à l'amélioration des conditions de travail et veille au respect de ses obligations légales. 
La commission se réunit au moins une fois par trimestre et le chef d'établissement à la responsabilité de la convoquer. 
Une Commission Hygiène et Sécurité est obligatoire dans les établissements suivants : les lycées professionnels et les lycées polyvalents, les lycées généraux comportant des sections d’enseignement technique, les établissements régionaux d’enseignement adapté (Erea), les Collèges accueillant une Segpa. 
Les missions de la CHS sont de visiter tous les locaux de l'établissement afin de promouvoir la formation à la sécurité pour les élèves et les personnels, de contribuer à l’amélioration des conditions d’hygiène et de sécurité au sein de l’établissement, de s’intéresser aux conditions de travail des élèves et des personnels, de rendre des avis et faire des propositions pour en tirer un bilan sur l'état de l'établissement scolaire, effectuer des études et des enquêtes sur la nature des risques, les accidents qui seront intervenus dans l'établissement ou sur le point d’intervenir, ainsi que les moyens pour y remédier, et enfin de créer des groupes de travail pour instruire un dossier…